# Mitchell (Nebraska)
Mitchell é uma cidade localizada no estado americano de Nebraska, no Condado de Scotts Bluff.

## Demografia
Segundo o censo americano de 2000, a sua população era de 1831 habitantes.
Em 2006, foi estimada uma população de 1781, um decréscimo de 50 (-2.7%).

## Geografia
De acordo com o United States Census Bureau, a localidade tem uma área de 1,7 km², sem área coberta por água. Mitchell localiza-se a aproximadamente 1205 m acima do nível do mar.

## Localidades na vizinhança
O diagrama seguinte representa as localidades num raio de 20 km ao redor de Mitchell.